# أسماء القاسمي
أسماء بنت صقر القاسمي (24 ديسمبر 1971، مدينة كلباء، إمارة الشارقة)؛ شاعرة إماراتية. وعضو شرفي في دارة الشعر المغربي وعضو في الاتحاد العربي للإعلام الإلكتروني. ترجم ديوانها ”شذرات من دمي“ إلى الأسبانية.
تميز شعرها بعمقه، وتناوله لمختلف القضايا الإنسانية والاجتماعية، من الحب والحنين إلى الوطن والهموم العربية.

## حياتها
نشأت أسماء في بيئة ثقافية غنية، حيث أن والدها هو الشاعر والأديب الشيخ صقر بن محمد القاسمي وهو حاكم الشارقة السابق صقر القاسمي. حاصلة على بكالوريوس علوم سياسية واقتصاد، ودراسات في الفلسفة ومقارنة الأديان. وهي المؤسس والرئيس التنفيذي لمؤسسة سادنة للفكر والأدب. وعضو في الحركة الشعرية العالمية في تشيلي، وراعية لموسوعة الشعراء العرب، عضو فخري في مبادرة المثقفين العرب لنصرة فلسطين. تُرجمت قصائدها إلى الإنجليزية والفرنسية والإسبانية.
كما تشغل منصب رئيسة نادي كلباء الرياضي الثقافي للبنات. وهي عضو فخري في عدد من الأندية الأدبية المحلية والإقليمية والعالمية مثل: الرابطة العالمية للأدب الإسلامي، بيت الشعر المغربي، أكاديمية فونكس للشعر العربي.
تقول أسماء: "لا توجد ثنائية بين الشيخة والإنسانة، إنها حالة واحدة، ولأن الشعر مرايا الذات فهو الجرح الذي يحمل ألمي الإنساني في كل الهموم والقضايا".
في عام 2009، حصلت أسماء على جائزة أفضل شاعرة عربية في مهرجان "القاهرة الدولي للشعر".
تضطلع الشيخة أسماء بنت صقر أيضا بمهمة منح المرأة العربية مساحة للتعبير عن فكرها ونهضتها في أجواء حضارية ضمن أطر الدين الأسلامي السمحة، بعيدا عن تأويلات الجماعات السياسية التي تعكس نظرة سلبية إلى المرأة، ليس فقط في دولة الإمارات العربية المتحدة، بل على صعيد الوطن العربي أيضا. كما تسعى الشيخة الشاعرة أسماء بنت صقر القاسمي إلى دعم وتشجيع الشعراء والشاعرات العرب وحثهم إلى المنافسة القائمة على الإبداع والتطور والخلق والإبداع.

## اقتباسات لها
تتحدث عن الدهشة قائلة: "الدهشة هي لحظة الانصهار في المعنى، الفناء في الإشارة الذهنية، لحظة تخلق الصور الشعرية، انسكابات الفيض، ومتوالية الكينونة الأدبية على القلب والأنامل" وتضيف: "لذلك أنا حين أقدم مجموعة شعرية جديدة أقدم بعضاً من روحي التي تخلقت في نهر الأيام، وتشكلت في تفاصيل التواصل مع الأنام بعضاً من شفق اليقظة، وبعضها تدخل النوافذ كشمس الأحلام".

وهذا من إحدى قصائدها: 
أعود إليك
وأرسم اصبعاً تغزل ثوب المعنى
أنت ايها الصمت الصاخب
جرّب أن تقول شيئا للشجن
انها الدار
مساحة الذاكرة
تفاحة الشوق
تفاصيل البهجة المسكونة بالضوء
أعود إليك لأكون من جديد
طفلة في المحاق الأول من العمر
وشجرة تحلق أفكارها في الأفق
ايتها الكائنات الملونة بالغيب
اخبريني كيف تبخر الباء بميم المسافة
وهطلت حكايات المساء
سينكسر الفرجار قريبا على صخرة الدهشة
وحين تبحثون عن الدائرة
سيكون الفضاء ابتسامة شفاه رسمها الفجر الفضي
كانت الساعة اكثر نسيانا للحظة
كان الرخام نائما تحت اصابعي كقط حالم
وانا انحت خيالي بأبعاده الثمانية
كنت أتذكر كم هو الوقت في يدي
وكم أنا في دائرة المسافة
رميت حجرا في بئر الفكرة
هل لناصيتك علاقة بذلك الصوت
كانت الشمس زرقاء
حين كانت اللحظة أغنية
أعود من صميم الذات
إليّ
أهمس في أذن الحنين
أخبريني
ماذا ترك الشوق لدوامة القدر
الصحة خطر على الجنون
كيف يترك الصباح هذه اللوحة
ويرصف شارعاً افتراضياً

على مخيلة الأمكنة.

## مؤلفاتها
صدر لها عدد من الدواوين الشعرية منها:
- 2008: معبد الشجن، صدر عن دار التكوين في سوريا.
- 2008: صلاة عشتار، صدر عن دار التكوين في سوريا.
- 2009: شذرات من دمي، صدر عن دار أنفوبرايت في المغرب، وتُرجم للإسبانية.
- 2010: بوتقة المسك صدر عن شبكة «صدانا» الثقافية.[14]
- 2012:  شهقة عطر دار التوحيدي في المغرب، وتُرجم للإسبانية والإنجليزية.
- 2013: طيرسون الحنين، صدر عن دار الرمك في لبنان، وتُرجم للفرنسية والإنجليزية.
- 2014: هواجس الندى.[15]
- 2017: أنا ها هنا.
- 2017: رباعيات القاسمي.[16]

## وصلات خارجية
- شبكة صدانا الثقافية
- الموقع الرسمي للشيخة الشاعرة أسماء بنت صقر القاسمي
- متصفح خاص بالشاعرة
- ديوان في معبدالشجن
- ديوان صلاة عشتار
- ديوان شذرات من دمي